# Компас (сузір'я)

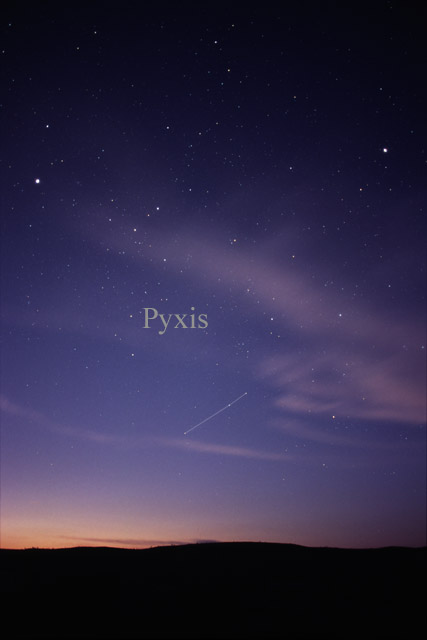
Компас неозброєним оком.

Ко́мпас (лат. Pyxis) — сузір'я південної півкулі зоряного неба. Містить 43 зірки видимих неозброєним оком.

## Історія
Нове сузір'я. На стародавніх небесних атласах на місці Компаса зазвичай розташовувалася щогла сузір'я Корабель Арго, яка не виділялася, як окрема частина Корабля.
Введено Лакайлем у 1754 році під назвою «Компас мореплавця» на згадку про морську подорож до Африки, де астроном в 1750—1754 проводив спостереження за дорученням паризької Академії наук. Пізніше Лакайль приєднав його до трьох сузір'їв — Кіль, Корма і Вітрила, — на які запропонував у 1756 році розділити старе велике сузір'я Корабель Арго.
У XIX столітті Джон Гершель пропонував дати сузір'ю назву Щогла (лат. Malus), однак ця пропозиція не була підтримана.